# کیم سیونگ-جیپ
کیم سیونگ-جیپ (انگلیسی: Kim Seong-jip; ۱۳ ژانویهٔ ۱۹۱۹ – ۲۰ فوریهٔ ۲۰۱۶) وزنه‌بردار اهل کره جنوبی بود.